# Zenkovci
Zenkovci este o localitate din comuna Puconci, Slovenia, cu o populație de 354 de locuitori.